# Нововолинська центральна міська лікарня (НЦМЛ)
Комунальне некомерційне підприємство «Нововолинська центральна міська лікарня»(КНП «НЦМЛ») – центральна лікарня міста Нововолинськ.
Комунальне некомерційне підприємство  "Нововолинська центральна міська лікарня" – це сучасний лікувально-профілактичний заклад вищої акредитаційної категорії.   До складу лікарні входять: поліклініка з денним стаціонаром на 100 ліжок,  цілодобовий стаціонар на 300 ліжок, та допоміжні лікувально-діагностичні відділення, зокрема відділення трансфузіології і переливання крові, а також відділення гемодіалізу.
У лікарні працює  676 чоловік, із них  120 – лікарів, 306 медичних сестер.
Щорічно у відділеннях стаціонару лікується близько  11 тис. хворих і проводиться біля 3 тис. операцій.
Пріоритетними напрямками в роботі лікарні є охорона здоров’я матері та дитини, профілактика, діагностика та лікування серцево-судинних захворювань, лікування хірургічних хвороб з використанням новітніх технологій.

## Структура
Сьогодні в закладі 971 працівник, в тому числі 181 лікар і 419 спеціалістів із середньою медичною освітою. Серед лікарів — кандидат наук, 34 % лікарів і 55 % середніх медичних працівників атестовані на вищу кваліфікаційну категорію відповідно до профілю роботи. 
До складу лікарні входять поліклінічні підрозділи, стаціонар на 325 ліжок із параклінічними відділеннями та стоматологічна поліклініка. Амбулаторно-поліклінічна служба складається з 11 відділень, зокрема денний стаціонар на 130 ліжок. 
У лікарні розгорнуто 11 стаціонарних відділень: хірургічне, урологічне, травматологічне, офтальмологічне з ЛОР-ліжками, акушерсько-гінекологічне, кардіологічне, терапевтичне з профпатологічними ліжками, неврологічне, дитяче, інфекційне, анестезіологічно-реанімаційне. Щорічно у цих відділеннях лікується близько 10,5 тисяч хворих, близько 3 тисячам пацієнтів проводиться оперативне лікування.
На базі лікарні функціонують відділення гемодіалізу (філіал відділення інтенсивної терапії з хронічним гемодіалізом Луцької міської лікарні) та психоневрологічне відділення №11 Волинської обласної психіатричної лікарні.

## Структурні підрозділи
- Поліклініка[1]
  - Терапевтичне відділення
  - Спеціалізоване відділення
  - Хірургічне відділення поліклініки
  - Жіноча консультація
  - Відділення профоглядів — проведення медичних оглядів (платні послуги)
  - Денний стаціонар поліклініки
  - Інформаційно-аналітичний відділ статистики

- Стоматологічна поліклініка[2]
  - Відділення терапевтичної стоматології
  - Дитяче стоматологічне відділення
  - Госпрозрахункове стоматологічне відділення

- Відділення стаціонару[3]
  - Відділення анестезіології з ліжками інтенсивної терапії
  - Травматологічне відділення
  - Урологічне відділення
  - Акушерсько-гінекологічне відділення
  - Хірургічне відділення
  - Офтальмологічне відділення
  - Терапевтичне відділення
  - Кардіологічне відділення
  - Дитяче відділення
  - Неврологічне відділення
  - Інфекційне відділення
  - Клініко-діагностична лабораторія
  - Рентгенологічне відділення
  - Фізіотерапевтичне відділення
  - Відділення функціональної діагностики
  - Відділення трансфузіології